# Romantically Challenged
Romantically Challenged è una serie televisiva ambientata a Pittsburgh, trasmessa per la prima volta il 19 aprile 2010 dall'emittente statunitense ABC. L'ideatore della serie è Ricky Blitt, regista di altre famose serie televisive, mentre la protagonista è Alyssa Milano. Nel maggio 2010 la ABC ha ufficialmente cancellato la serie.

## Trama
Rebecca è una madre single recentemente divorziata che cerca di rientrare in gioco uscendo con molti uomini per trovare quello giusto. Con le vicende di Rebecca si intrecciano quelle della sorella minore Lisa, un'insegnante dell'asilo, del suo migliore amico Perry, che si innamora delle donne 20 minuti dopo averle conosciute, e il suo amico Shawn, uno scrittore che dipende finanziariamente dal suo amico.

## Episodi
| Stagione       | Episodi | Prima TV originale | Prima TV Italia |
| -------------- | ------- | ------------------ | --------------- |
| Prima stagione | 4       | 2010               |                 |